# Katol Barat
Katol Barat is een bestuurslaag in het regentschap Bangkalan van de provincie Oost-Java, Indonesië. Katol Barat telt 4784 inwoners (volkstelling 2010).